# Blot-Sven

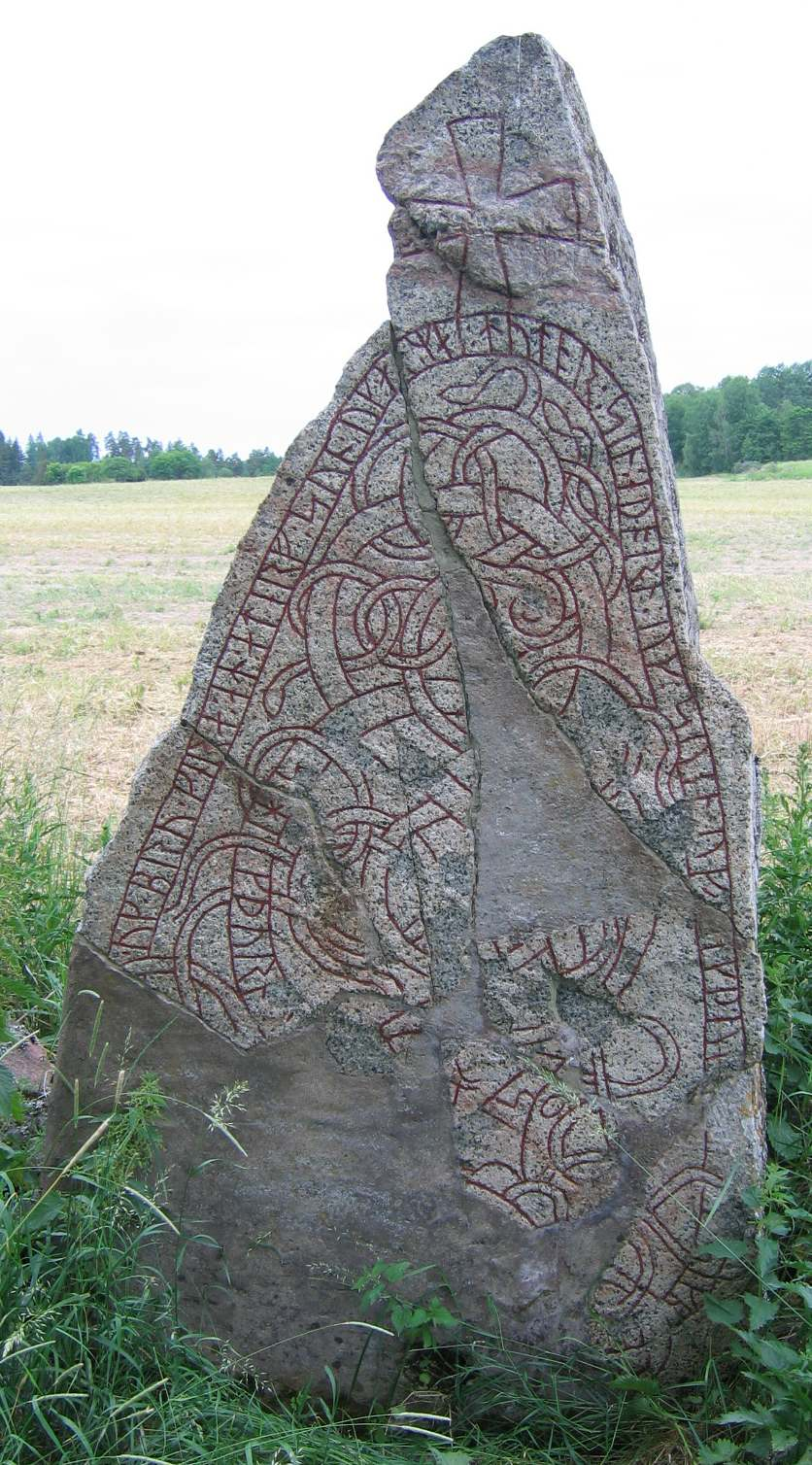
U 861 Norsta-runstenen utanför Uppsala nämner en Sven som antagits vara Blot-Sven, då det förekommer tillsammans med namnet Mö.

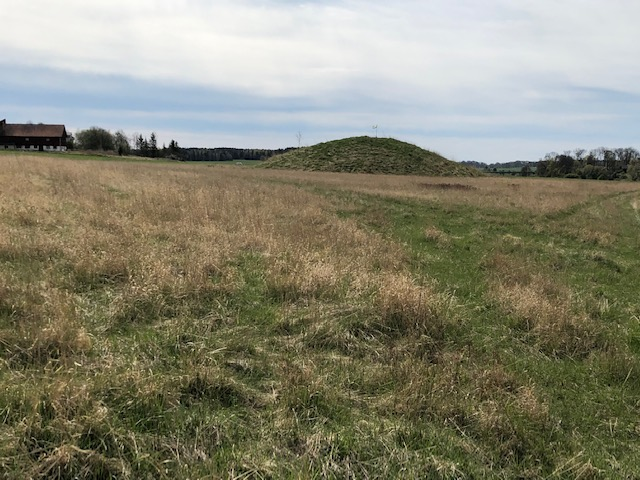
Blot-Svens gravhög. 59°37'43.9"N 16°52'34.5"E

Blot-Sven, död cirka 1087, var enligt en kungalängd från 1200-talet kung över svearna omkring mitten av 1080-talet. "Blot-Sven" kan möjligen snarare än ett personnamn med epitet ha varit en beskrivning: 'sven som blotade'.

## Biografi
Enligt Hervararsagans kungalängd var han bror till Inge den äldres hustru, Maer (som dock inte behöver vara ett personnamn utan kan avse en mö, eller i detta fall en kvinnlig släkting), och sålunda Inges svåger. 
År 1084 var Inge kung och drivande i kristnandet och ville avskaffa riksblotet som hölls hos svearna. Svearna var övervägande kristna, vilket runstenarna visar, men starkt skeptiska till att låta kristendomen ersätta riksblotet där det var gammal tradition att kungen skulle blota på alltinget, vilket Inge vägrade. Tinget i Gamla Uppsala beslutade då att han skulle avsättas om han inte blotade. Enligt traditionen steg då hans svåger Sven fram och sade sig vara beredd att "uppehålla bloten" om han fick bli kung, vilket tinget accepterade. Han kallades då för Blot-Sven.
Tre år senare, cirka 1087, återkom Inge till Uppsala från Västergötland, där han eventuellt fortsatte att regera. Med sig hade han en mindre härstyrka som satte eld på Blot-Svens kungsgård. När Sven försökte fly ska Inge ha dräpt honom. 

## Forskning
Enligt en teori av forskaren Adolf Schück ska han ha varit samma person som kung Håkan Röde.
En hög (RAÄ Tillinge 33:3) på östra sidan av Sagån vid Östanbro (mellan Enköping och Västerås) har pekats ut som Blot-Svens.

## Barn
Möjligen med kung Stenkils dotter Helena Stenkilsdotter:
1. Erik Årsäll, troligen ohistorisk kung av Sverige ca 1087–1088 (delade riket med Inge den äldre) och enligt Langfeðgatal far till Sverker den äldre
2. Cecilia Svensdotter, möjligen hustru till Jedvard Bonde och mor till Erik den helige
3. Ulf jarl, Karl Sverkerssons jarl